# Tartsunk kutyát!
A Tartsunk kutyát! 1974-ben bemutatott magyar rajzfilm, amelynek 
Ternovszky Béla animációs mozi-rövidfilmje. A forgatókönyvet Nepp József írta, zenéjét Deák Tamás szerezte. A mozifilmet a Pannónia Filmstúdió gyártásában készült.

## Rövid tartalom
A gyengéd-ironikus film a kutya-gazda kapcsolat néhány jól ismert szituációját vázolja fel.

## Alkotók
- Rendezte: Ternovszky Béla
- Írta: Nepp József, Ternovszky Béla
- Dramaturg: Osvát András
- Zenéjét szerezte: Deák Tamás
- Operatőr: Henrik Irén
- Hangmérnök: Bársony Péter
- Vágó: Czipauer János
- Tervezte: Hernádi Tibor, Ternovszky Béla
- Gyártásvezető: Csányi Judit

Készítette a Pannónia Filmstúdió.

## Díjak
- 1975 – Londoni filmfesztivál – Sz év legjobb filmjei között
- 1975 – New York-i filmfesztivál – Animációs filmek kategória I. díja
- 1976 – Teheráni filmfesztivál – Elismerő oklevél
- 1976 – Teheráni filmfesztivál – A Teheráni Egyetem díja